# Société géologique du Nord
La Société géologique du Nord est une société savante fondé en 1870 centrée sur la géologie dans le Nord de la France.

## Activités
La  société, association loi de 1901, est une organisation d'échanges réguliers entre universitaires, industriels mais aussi amateurs s'intéressant aux sciences de la terre. Elle a un programme d'activités annuel de journées de travail, de sorties terrain et de publications. Elle est très liée au département de recherche et de formation en géologie de l'université de Lille, mais les géologues de la Faculté polytechnique de Mons, intégré en 2009 à  l'université de Mons, et ceux de l'université catholique de Lille y sont également très actifs. Ses activités et son évolution sont liées à celles de l’exploitation du bassin minier du Nord-Pas de Calais jusqu'à l'arrêt de l'exploitation du charbon. Elle possède une riche bibliothèque et d'importantes collections principalement déposées au Musée d'histoire naturelle de Lille. Elle est partenaire de la Société Géologique de France  et de la Société des sciences, de l'agriculture et des arts de Lille. Elle est animée par un conseil d'administration et un président.
Elle traite de sujets de recherche appliquée mais aussi de sujets de  recherche  fondamentale  dans  tous les domaines  des  sciences  de  la  Terre :  géologie,  minéralogie, paléontologie, géophysique, géochimie, patrimoine géologique, etc.
L'ensemble des annales de la Société Géologique du Nord sont disponibles sur la bibliothèque numérique en histoire des sciences de l'université de Lille.

## Historique
Imaginée dès 1865 par Jules Gosselet, elle est fondée en 1870. Elle se développe rapidement en parallèle de l'extraction du charbon pour atteindre rapidement de l'ordre de 200 membres. 
Les grands résultats scientifiques de la société sont : les études sur le Strunien montrant l'évolution lente  des faunes accompagnant le passage du Dévonien au Carbonifère ; les contributions majeures de Charles Barrois et Jules Cornet sur la Faille du midi ; Pierre Pruvost fut le premier à définir la subsidence ; la genèse des charbons par André Duparque ; le développement de la paléobotanique à l'initiative de Paul Bertrand, Alfred Carpentier et Paul Corsin ; l'étude des animaux fossiles par Dorothée Le Maître avec ses collègues de l'université catholique monseigneur Gaston Délépine et le chanoine Gonzague Dubar et l'hydrogéologie moderne avec les travaux de Louis Dollé, Gérard Waterlot et Antoine Bonte.
La société travaille en collaboration avec les géologues appliqués des Houillères du bassin du Nord et du Pas-de-Calais et  les directeurs des mines, par exemple Émile Vuillemin ou Paul Lemay.
Parmi ses membres illustres, Lucien Cayeux, préparateur de Jules Gosselet, devint professeur de géologie au Collège de France ; Jean Fabre fut professeur à Grenoble.
La société change de visage à partir des années 1970 avec le déclin des mines et le déménagement du département de géologie sur le campus scientifique  de Villeneuve d'Ascq dans la nouvelle université Lille I.

## Liste des présidents
| - 1870-1872 : Jules Gosselet (1832 - 1916) - 1873 : Benjamin Corenwinder (1820 - 1884) - 1874 et 1877 : Emile Chellonneix (1802 - 1885) - 1875 et 1878 : Jean Ortlieb (1839 - 1890) - 1876 : Alfred Giard (1846 - 1908) - 1879, 1882, 1889, 1895,1899-1900 et 1904 : Charles Barrois - 1880 et 1894 : Paul Hallez (1846 - 1938) - 1881 : Charles Eugène Bertrand (1851 - 1917) - 1883 : Romain Louis Moniez (1852 - 1936) - 1884 : Charles Maurice (? - 1914) - 1885 : Jules de Guerne (1855 - 1931) - 1886 : Jules Peroche (1820 - 1913) - 1887 : Achille Six - 1888, 1892 et 1898 : Jules Ladrière (1848 - 1923) - 1890 : Ludovic Breton (1844 - 1916) - 1891 : Théodore Barrois (1857 - 1920) - 1893 : Auguste Binet (? - 1900) - 1896 : Émile Delecroix (1850 - 1923) - 1897 : Charles Quéva - 1901 : Édouard Ardaillon (1867 - 1926) - 1902 : Louis Brégi - 1903 : Auguste Simon - 1905 : Alphonse Malaquin (1868 - 1949) - 1906 : Paul de Paradès (1840 - 1925) - 1907 et 1913 : Henri Douxami (1871 - 1913) - 1908 : Lucien Fèvre (1862 - 1935) - 1909 : Albert Demangeon (1872 - 1940) - 1910 : A Fever - 1911 et 1945 : Maurice Leriche (1875 - 1948) - 1912 : Abel Briquet (1874 - 1952) - 1914-1919 : Édouard Nourtier ( ? - 1941) - 1920 : Antoine Vacher (1875 - 1921) - 1921 : Gaston Delépine (1878 - 1963) - 1922 : Jules Tacquet | - 1923 : Jules Cornet (1865 - 1929) - 1924 : Pierre Pruvost (1890 - 1967) - 1925 : Léon Morin (1868 - 1931) - 1926 : Louis Dollé (1878 - 1965) - 1927 : Paul Georges - 1928 : Georges Dubois (1890 - 1953) - 1929 : Alfred Carpentier (1878 - 1952) - 1930 : Paul Bertrand (1879 - 1944) - 1931 : Alfred Dubernard - 1932 : Joseph Godon (1858 - 1932) - 1933 : Georges Pontier (1875 - 1933) - 1934 : Gonzague Dubar (1896 - 1977) - 1935 : André Duparque (1892 - 1960) - 1936 : J. Chavy (1878 - 1966) - 1937 : Charles Dehay (1898 - 1988) - 1938 : Ed. Leroux - 1939-1944 : Roger Dion (1896 - 1981) - 1946 : Ch. Chartiez ( ? - 1968) - 1947 : Paul Corsin (1904 - 1983) - 1948 : J. Plane - 1949 : Dorothée Le Maître (1896 - 1990) - 1950 : Émile Delahaye ( ? - 1965), - 1951 : Gérard Waterlot (1904 - 1982) - 1952 : Alexis Bouroz | - 1953 : Antoine Bonte (1908 - 1995) - 1954 : Fernand Joly - 1955 : René Marlière (1905 - 1993) - 1956 : Raymond Petit - 1957 : Georges Depape (1884 - 1960) - 1958 : René Leroux - 1959 : Charles Delattre (1924 - ) - 1960 : Jean Ricour (1921 - 2019) - 1961 : Paul Dumon (1902 - 1988) - 1962 : Jacques Chalard (1920 - 2010) - 1963 : Jean Polvêche (1925 - 2005) - 1964 : Alphonse Beugnies (1922 - 1988) - 1965 : Paul Celet (1925 - 2016) - 1966 : Pierre Dollé (1915 - 2004) - 1967 : Simone Defretin-Lefranc - 1968 : André Dalinval (1920-2015) - 1969 : Jean Prouvost - 1970 : Joseph Gantois - 1971 : Denise Brice - 1972 : Gaston Souliez - 1973 : Jean Dercourt (1935 - 2019) - 1974 : Ivan Godfriaux - 1975 : Jacques Paquet (1938 - ) - 1976 : Claude Heddebaut (1932 - 1978) - 1977 : Michel Waterlot (1937 - 2007) - 1978 : Jean-Marie Charlet - 1979 : Jean Sommé (1931 - 2018) |